# Belägringen av Sveaborg
Belägringen av Sveaborg var en krigsoperation under det finska kriget. Belägringen pågick från den 2 mars till den 3 maj 1808.

## Bakgrund
Sveaborg ingick i den svenska krigsplanläggningen inför ett förväntat ryskt anfall. Fästningen var tänkt att binda ryska trupper till Helsingforsområdet samtidigt som armén skulle dra sig tillbaka till norra Finland för att invänta förstärkningar från Sverige. När Gustav IV Adolfs order om att förbereda sig för krig den 14 februari 1808 ankom till kommendanten på Sveaborg, viceamiralen Carl Olof Cronstedt, vidtog denne genast nödvändiga åtgärder för att sätta fästningen i försvarbart skick, till sin assistans hade han, den då 71-årige fortifikationsbefälhavaren överste Wärnhjelm och artilleribefälhavaren major Hjärne. Fredsgarnisonen ökades till 6 750 man stridande och den 2 mars stod 734 kanoner till valls, och därutöver fanns många kastpjäser. Garnisonen arbetade oförtrutet för att rusta fortifikationen och fylla förråden inför en eventuell belägring. 
Den 1 mars skrev Cronstedt till kungen, att Med proviant är fästningen försedd till öppet vatten, krut felar i händelse långvarig canonade komer att uthärdas. Jag har ej öfver 40 skott per canon (i vilken mån krutmängden vid kapitulationen var tillräcklig råder det delade åsikter om än idag). Han lovade emellertid att i det längsta uthärda.

## Belägringen inleds

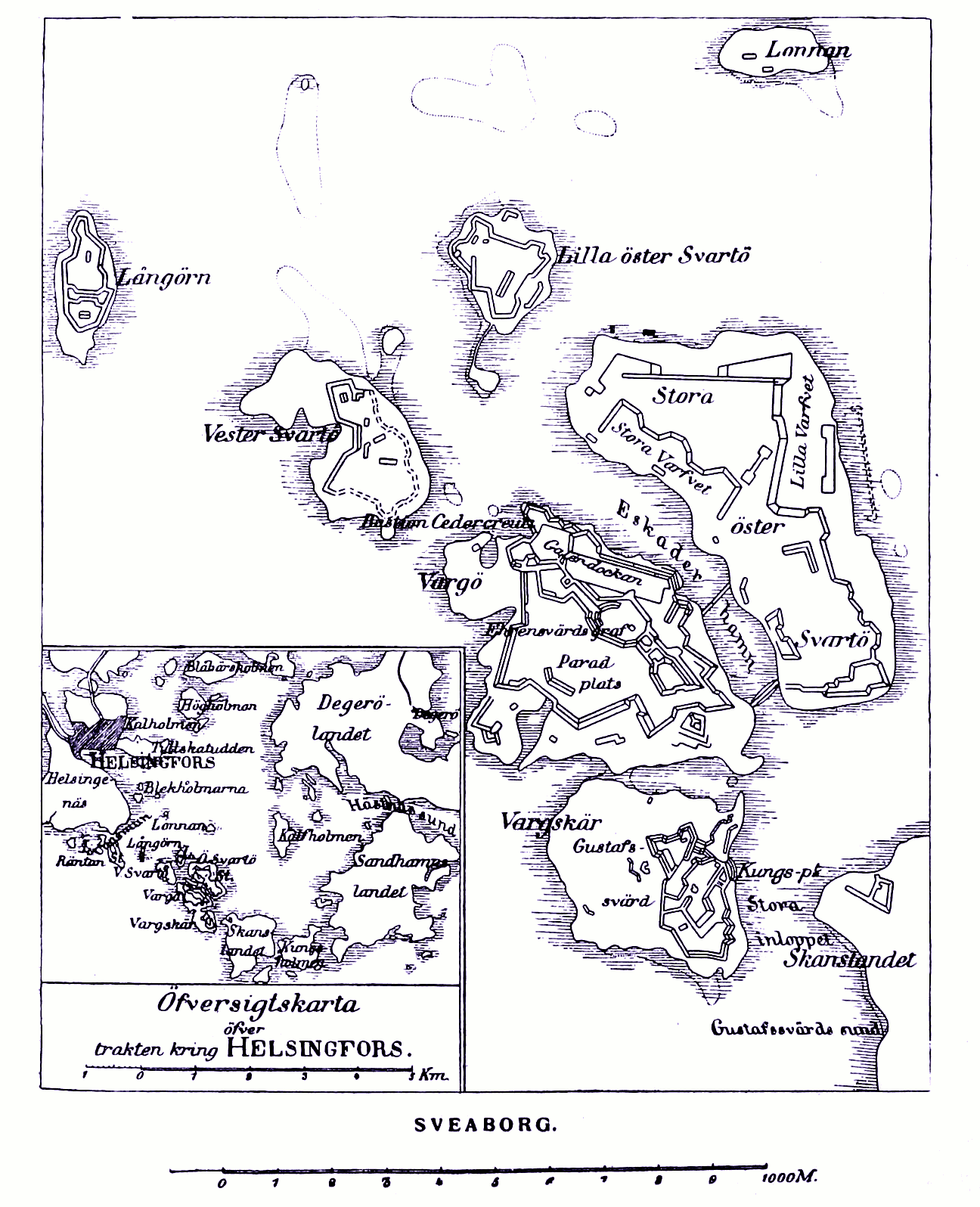

På morgonen 2 mars anföll ryssarna den svenska förvakten nära Helsingfors och drev densamma utan svårighet tillbaka in i fästningen. General Buxhoevden, som vid middagstiden anlände till staden, kvarlämnade där endast en observationskår på 2 000 man samt fortsatte själv med återstoden av de ryska trupperna norrut. Den lilla observationskåren lämnades förvånansvärt nog i fred och började 15 mars få förstärkning, varefter belägringsbatterier och fästningens inneslutning påbörjades; men först i april räknade ryssarna inemot 6 500 man med 59 artilleripjäser. Hittills hade Cronstedt förhållit sig passiv, om man undantar ett starkt kanonerande på enstaka patruller. Sedan Buxhoevden återkommit till Helsingfors och funnit, att varken stormning eller formlig belägring borde i första skedet försökas, beslöt han blockera och bombardera fästningen. Första beskjutningen ägde rum 19 och 20 mars, men utan betydande resultat.

## Den svenska garnisonen
De svenska styrkorna på Sveaborg bestod av cirka 6 000 man under ledning av Carl Olof Cronstedt.

- Adlercreutz regemente - 4 bataljoner

under ledning av major Olivestam.
- Änkedrottningens livregemente - 2 bataljoner

under ledning av överstelöjtnant Nordenstam.
- Jägerhornska regementet - 1 bataljon

under ledning av överste Jägerhorn
- Nylands dragoner - 33 ryttare
- Nylands dragonvargering
- Åbo läns vargeringsbataljon - 1 bataljon
- Nylands läns vargeringsbataljon - 1 bataljon
- Björneborgs läns vargeringsbataljon - 1 bataljon
- Tavastehus läns vargeringsbataljon - 1 bataljon
- Svea artilleriregemente - 1 kompani.
- Finska eskadern av Arméns flotta

Under ledning av överstelöjtnant De La Motte bestående av 110 fartyg som utgjorde halva svenska skärgårdsflottan.

## Förhandlingar
Buxhoevden började då den 21:a de förhandlingar, som snart skulle visa sig ödesdigra för fästningen. Han begärde att Cronstedt skulle sluta skjuta mot Helsingfors (som han så väl behövde för inkvartering) och erbjöd sig å sin sida att inte anlägga batterier i linje med staden. Förslaget antogs. De ryska förhandlarna uppmanade sedan Cronstedt att dagtinga, men denne svarade, med krigsrådets stöd, att han skulle försvara sig till sista man. På en ny uppmaning den 25:e svarades också nekande, varför bombarderingen den 28:e återupptogs, men fortfarande utan nämnvärt resultat. 
Den 2 april började dock ryssarnas förhandlare uppträda mera hotande, och Cronstedt förklarade sig då villig att gå med på stillestånd till 13 maj och då dagtinga, om inte ansenlig förstärkning till dess ankommit; men ryssarna fordrade nu som villkor för stillestånd överlämnandet till dem av Långörn, Väster- och Öster-Svartö med därvarande artilleri. Cronstedt sammankallade då krigsrådet, som meddelades, att ryssarna föreslagit stillestånd till 3 maj mot villkor att få besätta en del holmar; han hoppades dock få tiden utsträckt till den 13 och inte behöva avlämna mer än Långörn; och härmed synes krigsrådet ha låtit sig nöja.

## Kapitulationen
De fortsatta underhandlingarna resulterade i att Cronstedt undertecknande konventionen den 6 april, varvid inget avseende fästes vid, att ryssarna nu förbehållit sig få behålla Långörn även efter stilleståndets utlöpande. Särskilt överste Fredrik Adolf Jägerhorn och fru Helena Charlotta Reutersköld, verkat ha gått ryssarnas ärenden och bidragit till att övertyga Cronstedt jämte fästningens krigsråd att fortsatt strid var lönlöst. De två kurirer, som Cronstedt 7 april avsände till kungen med rapport om konventionen och som av ryssarna tvingades ta norra vägen, framkom ej förrän samma dag som Sveaborg uppgavs. Konventionens uppläsande för manskapet väckte viss överraskning, bestörtning och harm. 3 maj uppmanades Cronstedt att ge sig, och han befallde då genast alla försvarsverks utrymmande. Finnarna fick därefter återvända till sina hemorter, men svenskarna blev krigsfångar.

## Kulturella referenser
Poeten Johan Ludvig Runeberg skrev dikten Sveaborg, som berättar om förlusten av Sveaborg under Finska kriget. Cronstedts seger vid Svensksund används i dikten som kontrast till hans förrädiska kapitulation på Sveaborg tjugo år senare. Dikten medtogs dock inte i diktverket Fänrik Ståls sägner förrän efter Runebergs död. Orsaken var troligen att diktens förakt mot kapitulanten Cronstedt kunde ses som indirekt kritik av den finska byråkratin som samarbetade med de ryska erövrarna. I följande utdrag från dikten skildras Cronstedt, som bar skulden för förlusten av Sveaborg, och hans seger vid Svensksund:
| ”                                           | O lif! den man hvars skuld det var Att denna tårflod rann Engång den skönsta lager skar Som någon hjelte vann. Den Svenska flottans största glans Dess seger vid Svensksund var hans. Dock om sitt ljus sin glans en verld Utaf hans klinga fått Om solar bleknat för hans svärd Skall han föraktas blott. Det blir hans lön för hans bedrift På klippan der, med Ehrnsvärds grift. [— — —] Tag allt hvad mörker finns i graf, Och allt hvad kval i lif, Och bilda dig ett namn deraf Och det åt honom gif Det skall dock väcka mindre sorg Än det han bar på Sveaborg. | „ |
| – Johan Ludvig Runeberg, utdrag ur Sveaborg | |   |